# Eugenia dewevrei
Eugenia dewevrei là một loài thực vật có hoa trong Họ Đào kim nương. Loài này được De Wild. & T.Durand mô tả khoa học đầu tiên năm 1899.